# Tiempo real firme
Tiempo real firme es una forma de caracterizar una tarea o un sistema de tiempo real en el que la probabilidad de que la respuesta no se reciba antes de un tiempo estipulado no supera cierto nivel previamente acordado.
Se usa en algunos sistemas de monitorización en los que es importante recibir los datos de entrada y devolver la salida antes de un tiempo concreto, pero en los cuales una salida recibida después de tiempo no invalida al sistema completo. También se usa en los sistemas de audio y video, donde perder algunos frames no supone la invalidez del vídeo.